# Chmelnytskyj-upproret
Chmelnytskyj-upproret var ett krig som pågick 1648–1654 efter att zaporizjakosackiskerna i Ukraina gjorde uppror mot det Polsk-litauiska samväldet (Rzeczpospolita). Frihetskriget ledde till att det Polsk-litauiska samväldet förlorade kontrollen över dagens östra Ukraina. Istället uppgick området i Tsarryssland. 
Den zaporizjakosackiska hetmanen Bogdan Chmelnytskyj var kosackernas ledare och samlade år 1648 en armé för att kriga mot Polen. För att lyckas med sitt företag var Chmelnytskyj tvungen att alliera sig med krimkhanen. I takt med kosackerna frammarsch och segrarna vid Zjovte Vody och Korsun växte hans styrka till närmare 70 000 man.
I slutet av 1648 var Polen i praktiken besegrat och Chmelnytskyj skrev ett avtal om att det lillryska området formellt skulle förbli polskt i en lös federation, som också beskrevs som att ”De Båda Nationernas Republik” skulle alltså förvandlas till ”De tre Nationernas Republik”. Kosackernas ledarklass upphöjda till samma ställning som den polska och litauiska adeln (szlachtan) och skulle få samma privilegier. Detta accepterade inte majoriteten av samväldets adel som hade ekonomisk vinning i att försöka göra kosackerna till livegna bönder. Avtalet ogillades även av de flesta vanliga kosackerna utanför Chmelnytskyjs närmaste omgivning, som såg det som någon sorts förräderi eftersom de inte ville ha en återgång till polsk överhöghet.
Därför kontaktade Chmelnytskyj ryssarna redan 1648 och hörde sig för om en eventuell union med Tsarryssland, men ryssarna ansåg att tillfället inte var lämpligt. Efter en lång tvekan som varade i flera år antog de hans förslag och röstade (1653) för en union med lillryssarna. Chmelnytskyj svor trohetseden till Tsarryssland i staden Perejaslav i januari 1654 på ett öppet rådsmöte (normalt hölls rådsmöten enbart inom kosacktoppen) där även gemene man fick delta.

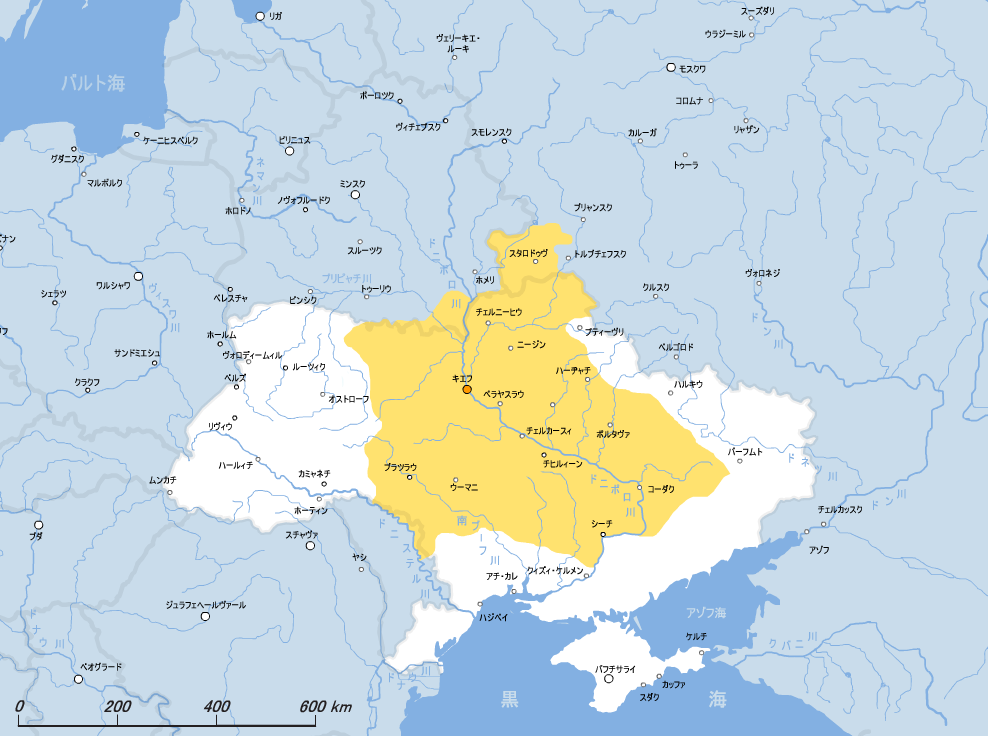
Lillryssland 1649—1667 (gult). Dagens Ukraina (vitt)

Den lillryska union med Ryssland förde till ett oundvikligt krig mellan Polen och Ryssland (1654–1667).
I detta kriget stod zaporizjakosackarna, ledde av Chmelnytskyj, på Tsarrysslands sida mot den polsk-litauiska kronans styrkor.